# 学習指導案
学習指導案（がくしゅうしどうあん）とは、教員（学習支援者）が授業・講習などをどのように進めていくかを記載した、学習指導・学習支援の計画書のことである。教育現場における略語としては、主に指導案（しどうあん）の語が用いられている。教科・領域によっては「支援案」と呼ぶこともある。
なお、社会教育、生涯教育・生涯学習の観点からは、学習プログラム（がくしゅうプログラム）と呼ばれている。

## 概要
教員が授業を行うにあたり、年間指導計画に基づき、どのように指導するかを計画する必要がある。例えば、何時間で（何回の授業時間で）指導するか、どのような学習形態（一斉授業、グループ学習、調べ学習、体験学習、その他）で授業を行うか、などである。これらを踏まえて、単元の目標を達成するために、今回の授業で何をどのような順序や方法で指導し、またどのように児童・生徒を評価するかについて、一定の形式にまとめたものが学習指導案である。
学習指導案は、多くの場合、研究授業や授業参観などで、参観者に対して授業のねらいや展開などを説明するために作成される。また、教科教育法などでの模擬授業、教育実習における授業内容の事前確認など、教職課程の中でも使用される。
具体的には、学習集団の様子（児童観・生徒観）を踏まえ、児童・生徒と教材をどのような手立てで結びつけ、どのような特性を身につけさせるのか（指導観・支援観）を示し、単元の目標（目標行動を含むこともある）・使用する教材に対する考え方（教材観）と、今回の授業のねらい・実際の授業の展開案、そして、事後の評価方法をあらかじめ整理して記載するものである。
なお、最近はフローチャートによる授業展開、観点別の評価を記載することもある。

## 記載内容
学習指導案に記載する内容は、基本的に、授業においての指導のねらいが伝わるように記載することが求められる。書式については特に定めがあるわけではないが、授業者の意図が伝わるようにするため、さまざまな工夫がなされている。
詳細な内容（児童観・生徒観、教材観、指導観・支援観の分析など）を含む案を「細案」、学習の流れの計画案を中心とした案を「略案」と呼ぶ地域・学校もある。
細案には、次の内容を記載することが多い。
- 学校名
- 指導者
- 日時
- 場所
- 学年・組（人数）
- 単元名
- 単元の目標（「知識・技能」、「思考力・判断力・表現力等」、「学びに向かう力・人間性等」の各目標）
- 教材観
- 児童（生徒）観
- 指導観
- 単元の評価規準（「知識・技能」、「思考力・判断力・表現力等」、「学びに向かう力・人間性等」の各評価規準）
- 単元計画
- 本時の展開

1. 主題（題材名）
2. 本時の目標
3. 本時の評価規準
4. 本時の学習過程
5. 板書計画